# Allerthal-Werke
Die Allerthal-Werke AG ist eine börsennotierte deutsche Aktiengesellschaft. Sie ist beim Amtsgericht Köln unter Nr. HRB 66988 eingetragen.

## Geschichte

Aktie über 1000 RM der Allerthal-Werke AG vom September 1941

Der Landwirt Heinrich Markgraf gründete im braunschweigischen Grasleben 1899 die Brauerei Allerthal A.-G. Bereits zu Weihnachten 1900 erfolgte der erste Bierausstoß. Erster Aufsichtsratsvorsitzender war Karl von Davier. Nach dem Ersten Weltkrieg suchte die Gesellschaft aufgrund der starken Brauereikonkurrenz aus Braunschweig und Magdeburg ein zweites Standbein. Die Gesellschaft nahm die Produktion von Gummiartikeln wie Sohlen und Absätzen, Massivreifen und Regenmänteln auf. 1921 wurde der Firmenname in Allerthal-Werke A.-G., Grasleben geändert. Während des Zweiten Weltkriegs beschäftigte die Gesellschaft auch Zwangsarbeiter; sie ist der Stiftung „Erinnerung, Verantwortung und Zukunft“ beigetreten.
Mit der Teilung Deutschlands nach dem Zweiten Weltkrieg verlor die Brauerei den größten Teil ihres Absatzgebiets. Die Gummiproduktion verlor viele der jetzt in der Ostzone lebenden Facharbeiter.
Die Bierproduktion musste 1949 eingestellt werden. Die Kunden wurden von der Hofbrauhaus Wolters GmbH übernommen, so dass die Produktion von Gummiprodukten den Unternehmensgegenstand bildete. In den 1990er Jahren bildete die Produktion von Schläuchen für die Automobilindustrie den Schwerpunkt des Geschäfts.

## Neuausrichtung
1994 beteiligte sich die PARZIVAL-Unternehmensgruppe an der Gesellschaft. Sie löste sich von ihrem klassischen operativen Geschäft zu einer reinen Beteiligungsholding. Ihr Geschäftsmodell beschreibt sie folgendermaßen: „Sie sucht unterbewertete Unternehmen am deutschen Aktienmarkt. Hierbei konzentriert sie sich nicht auf bestimmte Branchen oder Unternehmensgrößen. Der Fokus liegt vielmehr auf unterbewerteten, börsennotierten deutschen Aktiengesellschaften, vorzugsweise aus dem Nebenwertesektor, die sich in einer Sondersituation befinden.“ 2009 wurde der Gesellschaftssitz nach Köln verlegt.